# 1980 en Bretagne
 Chronologie de la Bretagne
- 1976
- 1977
- 1978
- 1979
- 1980
- 1981
- 1982
- 1983
- 1984

Cette page recense des événements qui se sont produits durant l'année 1980 en Bretagne.

## Société

### Catastrophes
- 7 mars : Naufrage du pétrolier malgache Tanio, chargé de 26 000 tonnes de fioul, au nord de l'île de Batz[1].

### Naissance
- 23 janvier à Brest : Éric Berthou, coureur cycliste français.

## Politique

### Vie politique
- 16 mars et 24 mai : manifestations contre le projet de centrale nucléaire à Plogoff.

## Culture

### Langue bretonne
- Création de la première classe primaire en breton à Tréglonou par l'association Diwan[2].